# La favorita del Mahdi
La favorita del Mahdi (italiano: La favorita del Mahdi) es una novela de aventuras y la primera novela del escritor italiano Emilio Salgari. Fue publicada en Verona, en 124 entregas, desde el 31 de enero hasta el 7 de agosto de 1887 en el diario La Nuova Arena.

## Trama
La novela está ambientada en 1883. El Mahdi fue un caudillo musulmán que en el siglo XIX se levantó contra el poder británico en Sudán. Abd-El-Kerim es un joven y valeroso guerrero que lucha contra las fuerzas anglo-egipcias que intentan colonizar el Sudán. Está prometido con Elenka, la hermana de su amigo Notis. Fátima es una bella almea, la favorita del Madhi. Un día es atacada por un león del cual la salva Abd-El-Kerim y gracias a esta acción ambos caen enamorados. Guiados por este amor deciden huir juntos, pero esta acción desencadenara las iras del Madhi, que no está dispuesto a perder a Fátima, y de Elenka, la prometida de Abd-El-Kerim, que este ha abandonado en favor de Fátima.

## Preparación de la novela
Para escribir la novela, Salgari entrevistó al misionero italiano don Luigi Bonomi el día 20 de agosto de 1885.

## Títulos alternativos en español
- La Editorial Saturnino Calleja, publicó La favorita del Mahdi en dos volumes: La favorita del Mahdi (Tomo I) y La favorita del Mahdi (Tomo II) (1923)
- La Editorial Saturnino Calleja, publicó La favorita del Mahdi en dos volumes: La favorita del Mahdi y El profeta del Sudán (193?)
- La Ediciones G.P., publicó La favorita del Mahdi en dos volumes: La favorita del Mahdi y El profeta del Sudán  (1950)
- La Editorial Molino dentro de su colección Salgari, publicó La favorita del Mahdi en dos volumes: La favorita del Mahdi y El profeta del Sudán(1963).
- La Editorial Porrua publicó La favorita del Mahdi & El profeta del Sudán en un volume en 1985.
- La Editorial Orbis (Madrid) publicó Las panteras de Argel en dos volumes: publicó La favorita del Mahdi en un solo volumen: La favorita del Mahdi y El profeta del Sudán (1987).